# Lainzer-alagút
A Lainzer-alagút, amely a Lainz kerületről kapta a nevét, egy 9,434 km hosszúságú, normál nyomtávolságú, 15 kV 16,7 Hz áramrendszerrel villamosított vasúti alagút Bécsben, Ausztriában. 2012. december 9. óta köti össze a Westbahn vonalat a Südbahn vonallal, az Ostbahn vonallal és a Donauländebahnnal (a Wien-Kledering központi átszállóállomás felé).
A projekt célja a kelet-nyugati tranzitforgalom kapacitásának növelése volt. A Wien Hütteldorf és Wien Meidling közötti meglévő, részben egyvágányú összekötő vasútvonalat a Lainzer-alagút tehermentesíti. A felszabaduló kapacitásokat a helyi közlekedési szolgáltatások bővítésére is fel lehetett használni, amelyeket 2025-ig a folyamatos kétvágányúsítással, két új állomás építésével és a meglévő állomások átalakításával kívánnak vonzóbbá tenni.
A PR-munkálatok során a Lainzer-alagutat vaddisznóalagútnak is nevezték, mivel a Lainzer Tiergarten aluljárót gyakran társítják az ott található vaddisznókkal.

## Útvonal
Az alagútszakasz nyugaton, a Westbahn Au-ban található Wien Wolf elővárosi vasútállomásnál kezdődik, mintegy 2 km-re nyugatra a bécsi Hütteldorf metró- és elővárosi vasútállomástól (lásd a Westbahn útvonalának ábráját). Itt épült meg a Hadersdorfi földalatti csomópont is, amely összeköttetést jelent a St. Pölten-Bécs új, nagy kapacitású vonalával (Wienerwald-alagút), amelyet ugyanazon a napon helyeztek üzembe.
A vonal ezután Bécs nyugati részén (13. kerület, Hietzing) a Lainzer Tiergarten, a Trazerberg-Girzenberg-Roter Berg hegység alatt, Speisingtól kelet felé halad a meglévő csatlakozó vasútvonal közelében, és Wien Meidling állomás előtt csatlakozik a Südbahn vonalához, illetve Wien Inzersdorf állomás előtt a Donauländebahnhoz (lásd e vasútvonal vonalvázlatát).
A Lainzer-alagút a Westbahn és a Párizs-Pozsony és Budapest európai nagysebességű vasútvonal része.
Az egycsöves, kétvágányú alagútban a személyszállító vonatok 160 km/h sebességgel, a tehervonatok 120 km/h sebességgel haladhatnak.